# Robin Campillo
Robin Campillo (Mohammedia, 16 augustus 1962) is een Frans filmregisseur, scenarioschrijver en filmmonteur.

## Biografie
Robin Campillo volgde na zijn studies aan de Universiteit van Aix-Marseille in Aix-en-Provence begin jaren 1980 filmstudies in het IDHEC (het latere La fémis) waar hij Laurent Cantet leerde kennen met wie hij later meermaals samenwerkte. Campillo doet afwisselend werk als regisseur, scenarioschrijver en monteur.

## Filmografie

### Regie
- Les Revenants (tevens monteur en scenario, 2004)
- Eastern Boys (tevens monteur en scenario, 2013)
- 120 battements par minute (tevens monteur en scenario, 2017)

### Scenario
- L'Emploi du temps van Laurent Cantet (2001)
- Vers le sud van Laurent Cantet (2005)
- Entre les murs van Laurent Cantet (2008)

### Montage
- Les Sanguinaires (televisiefilm)  van Laurent Cantet (1997)
- Ressources humaines  van Laurent Cantet (1999)
- L'Emploi du temps  van Laurent Cantet (2001)
- Qui a tué Bambi?  van Gilles Marchand (2003)
- Vers le sud  van Laurent Cantet (2006)
- Entre les murs van Laurent Cantet (2008)

## Prijzen en nominaties[1]
De belangrijkste:
| jaar | prijs                | categorie            | genomineerde(n)                                                | uitslag     |
| ---- | -------------------- | -------------------- | -------------------------------------------------------------- | ----------- |
| 2015 | César                | Beste regisseur      | Eastern Boys                                                   | Genomineerd |
| 2015 | César                | Beste film           | Eastern Boys                                                   | Genomineerd |
| 2009 | César                | Beste bewerkt script | Entre les murs (samen met François Bégaudeau & Laurent Cantet) | Gewonnen    |
| 2009 | César                | Beste montage        | Entre les murs (samen met Stephanie Leger)                     | Genomineerd |
| 2001 | Europese filmprijzen | Beste scenario       | L'Emploi du temps (samen met Laurent Cantet)                   | Genomineerd |